# كاتدرائية لوزان
كاتدرائية نوتردام في لوزان كنيسة في مدينة لوزان في كانتون فود في سويسرا، تنتمي إلى الكنيسة الإنجيلية الإصلاحية في كانتون فود.

## التاريخ
بدأ البناء في الكاتدرائية حوالي عام 1170 بواسطة ماسوني خبير غير معروف. وبعد عشرين عامًا قام ماسوني خبير آخر باستئناف البناء حتى عام 1215. وبالنهاية أكمل المهندس جان كوتيريل بناء معظم أبنية الكاتدرائية الحالية بما في ذلك الرواق وبرجين، أحدهما هو برج الجرس الحالي، البرج الآخر لم يكتمل للآن. في عام 1275 كرَّسَ البابا جريجوري العاشر ورودولف هابسبورغ، وأسقف لوزان في ذلك الوقت (بالإنجليزية: Guillaume of Champvent)‏ الكاتدرائية لمريم العذراء. رسم معماري العصور الوسطى ڤيلارد دو أونيكور نافذة ورود الجناح الجنوبي في كتابه عام 1270. أثر الإصلاح البروتستانتي لا سيما الذي جاء من جنيف المجاورة بشكل كبير على الكاتدرائية. في عام 1536 ، أضيفت منطقة طقوس جديدة إلى الرواق وتم تغطية الزخارف الملونة داخل الكاتدرائية. حدثت عمليات ترميم رئيسية أخرى في وقت لاحق في القرنين الثامن عشر والتاسع عشر قام بها المهندس المعماري الفرنسي الكبير يوجين إيمانويل فيوليت لو دوك. حدثت عمليات ترميم كبيرة في القرن العشرين لاستعادة الزخارف الداخلية المطلية وكذلك لاستعادة بوابة مطلية على الجانب الجنوبي من الكاتدرائية. في عام 2003 تم تركيب أراغن جديدة.

## معرض صور

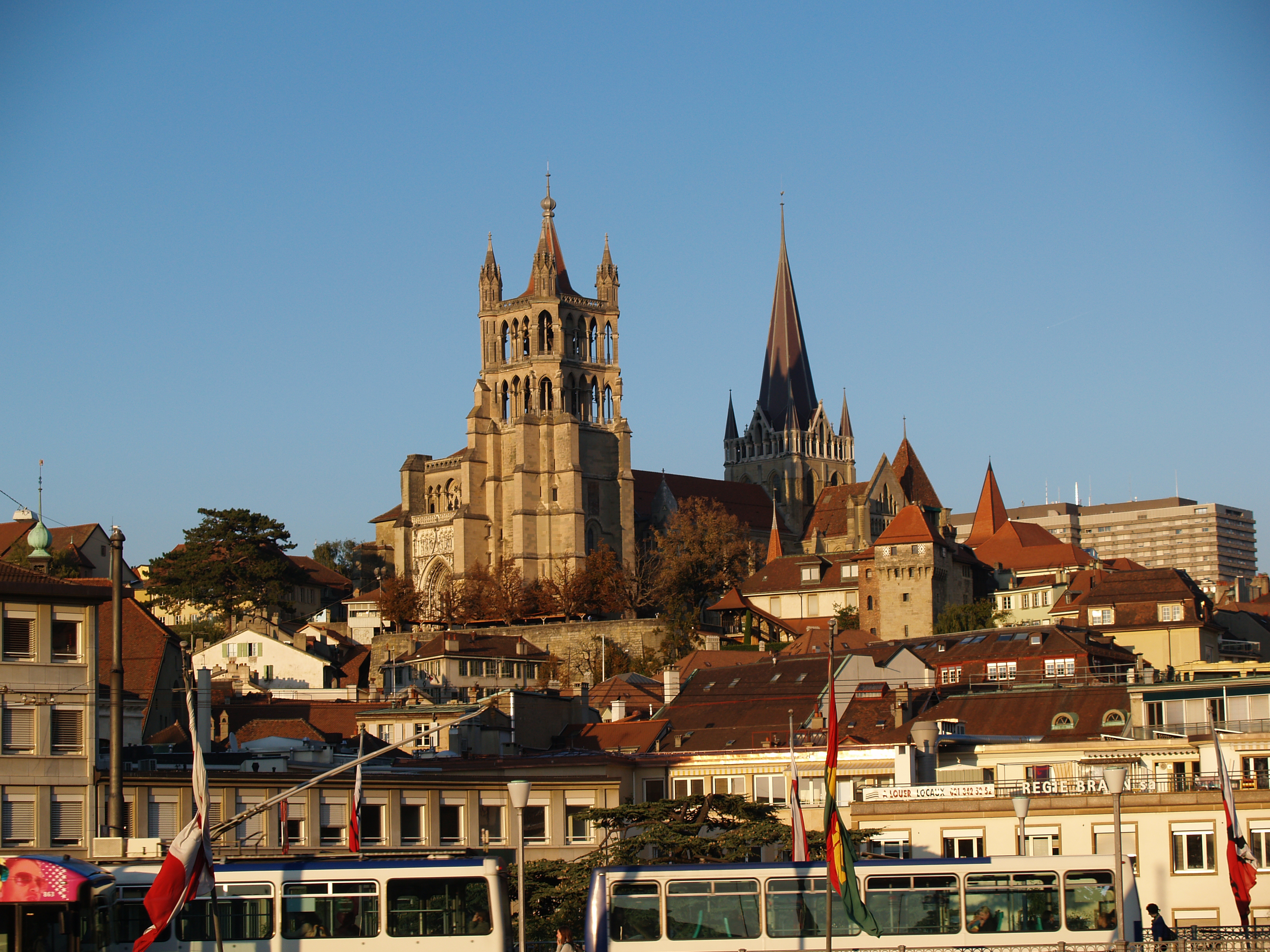
الكاتدرائية، منظر من لو فلون
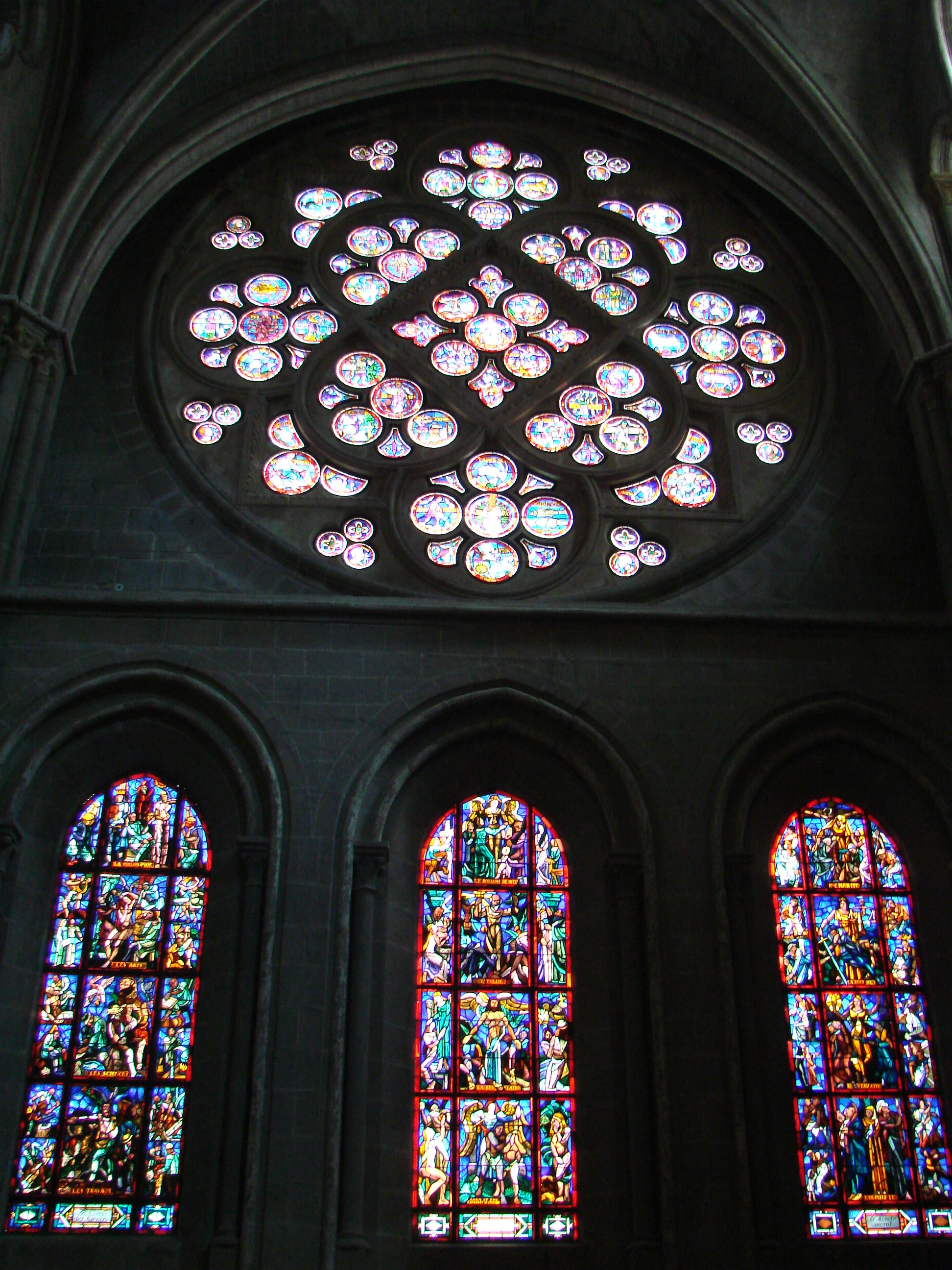
نافذة الوردة الجنوبية
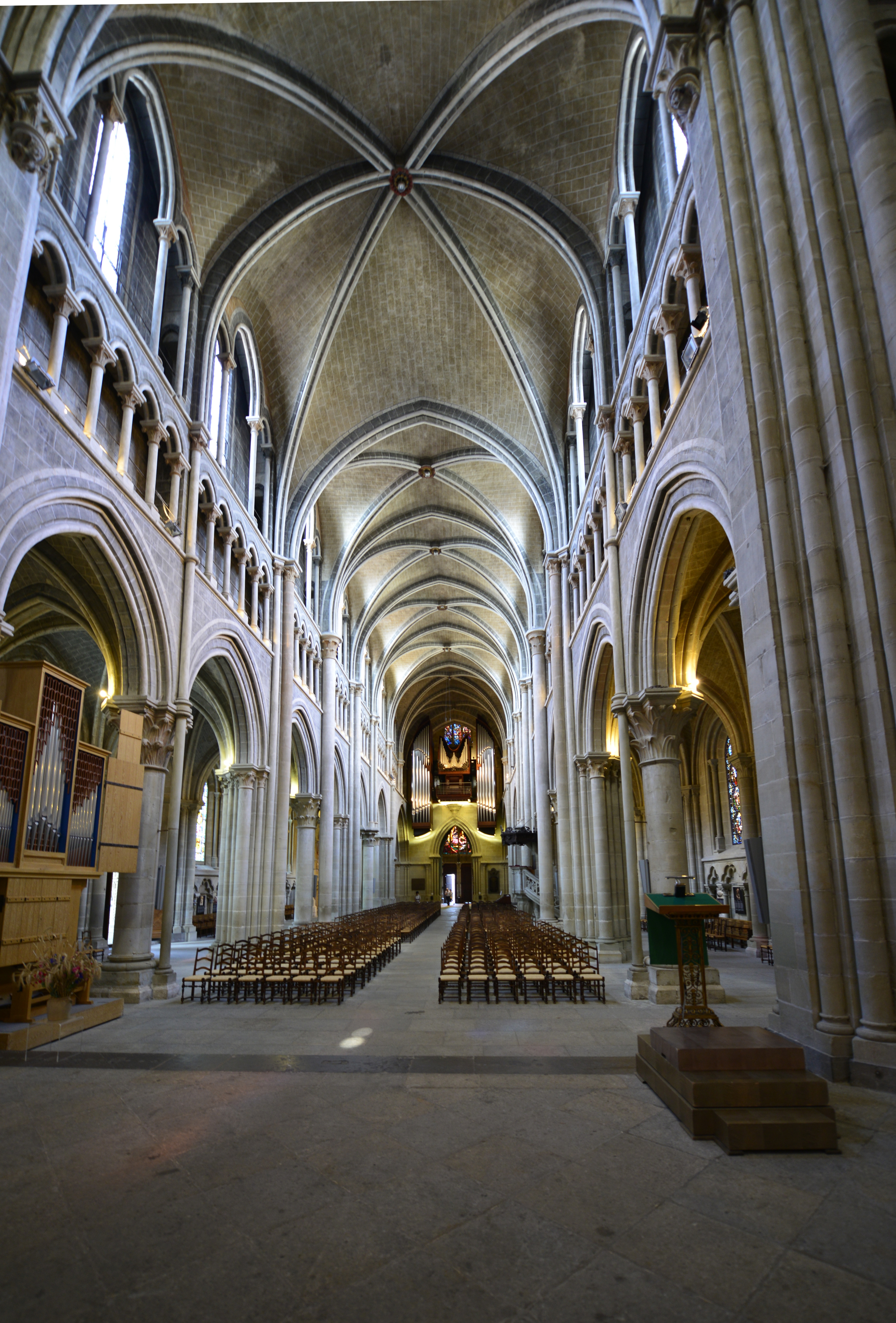
في الداخل، من المذبح
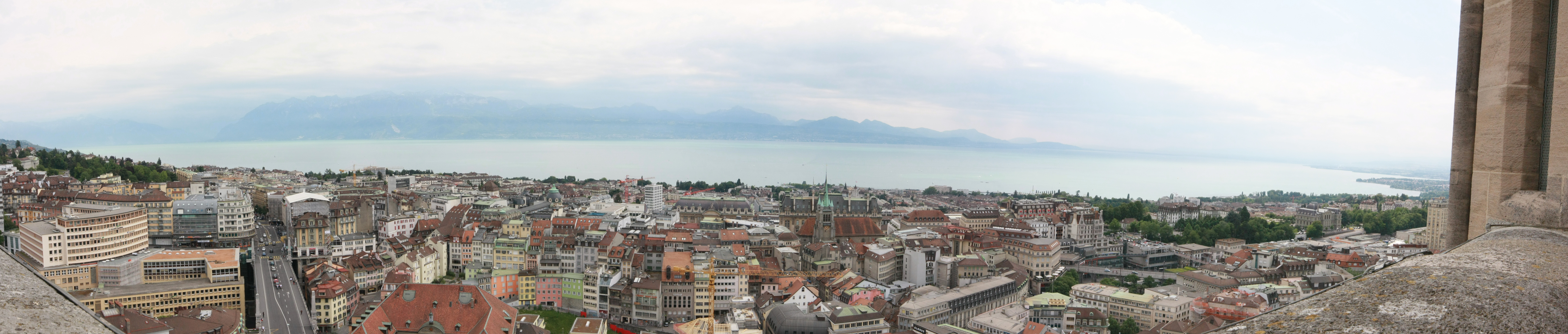
منظر من البرج
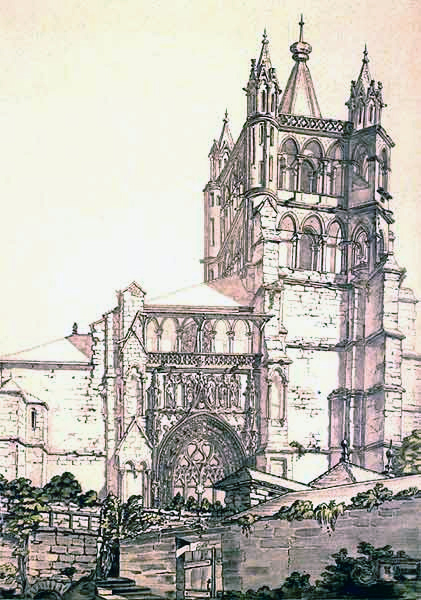
الكاتدرائية عام 1793